# NGC 6510
NGC 6510 (NGC 6511) é uma galáxia espiral barrada (SBc) localizada na direcção da constelação de Draco. Possui uma declinação de +60° 49' 02" e uma ascensão recta de 17 horas, 54 minutos e 39,2 segundos.
A galáxia NGC 6510 foi descoberta em 9 de Outubro de 1884 por Lewis A. Swift.